# Koźnic
Koźnic (jid. קאזשניץ) – dynastia chasydzka, która została założona w Kozienicach, przez Isroela Hopsztajna, zwanego Kozienickim Magidem.

## Cadycy
- do 1814: Isroel Hopsztajn (1733–1814)
- 1814–1828: Mosze Eljokim Hopsztajn (1757–1828)
- 1828–1849: Chaim Meir Jechiel Szapira (1789–1849)
- 1849–1861: Elozor Hopsztajn (zm. 1861)
- 1863–1866: Jechiel Jakow Hopsztajn (1846–1866)
- 1866-????: Jerachmiel Mosze Hopsztajn